# Martinenca Blanca
Martinenca Blanca es un cultivar de higuera de tipo higo común Ficus carica, unífera (con una sola cosecha por temporada, los higos de otoño), con higos de epidermis con color de fondo verde amarillento, y con sobre color amarillo verdoso. Se cultiva en la colección de higueras de Montserrat Pons i Boscana en Llucmajor, Islas Baleares.

## Sinonimia
- “sin sinónimo”,[4][6][7]

## Historia
Actualmente la cultiva en su colección de higueras baleares Montserrat Pons i Boscana, rescatada de un ejemplar o higuera madre localizada en el término de Manacor.
La variedad 'Martinenca Blanca' no es ni conocida ni cultivada en muchos lugares de las Islas Baleares, si mencionada documentalmente pero no caracterizada.

## Características
La higuera 'Martinenca Blanca' es una variedad unífera de tipo higo común. Árbol de vigorosidad mediana-alta y buen desarrollo, copa esparcida ramas colgando, con una notable emisión de rebrotes. Sus hojas son de 3 lóbulos en su mayoría (70-80%), y de 5 lóbulos (25-30%). Sus hojas con dientes presentes márgenes ondulados. 'Martinenca Blanca' tiene mucho desprendimiento de higos, con un rendimiento productivo elevado y periodo de cosecha medio. La yema apical cónica de color verde anaranjado.
Los frutos de la higuera 'Martinenca Blanca' son higos de un tamaño de longitud x anchura:36 x 45mm, con forma urceolada, un poco cónicos, que presentan unos frutos medianos, simétricos en la forma, son muy variables en las dimensiones, de unos 19,430 gramos en promedio, cuya epidermis es de un grosor mediano, de textura fina, de consistencia blanda, color de fondo verde amarillento, y con sobre color amarillo verdoso. Presentan formaciones anormales en pequeño porcentaje, y más alto de frutos aparejados (8-10%). Ostiolo de 0 a 3 mm con escamas pequeñas rosadas. Pedúnculo de 1 a 3 mm cilíndrico verde amarillento. Grietas muy escasas. Costillas muy marcadas. Con un ºBrix (grado de azúcar) de 23 de sabor dulce y jugoso, con color de la pulpa anaranjada. Con cavidad interna pequeña, con numerosos aquenios pequeños. Los frutos maduran con un inicio de maduración de los higos sobre el 28 de agosto a 30 de septiembre. Cosecha con rendimiento productivo elevado, y periodo de cosecha medio.
Se usa en alimentación humana en fresco y en seco, así como en alimentación para el ganado ovino y porcino. Poca facilidad de pelado y fácil abscisión del pedúnculo. Mediana resistencia al transporte, y resistentes a las lluvias y rocíos. Muy resistentes a la apertura del ostiolo. Muy susceptibles al desprendimiento del árbol cuando madura.

## Cultivo
'Martinenca Blanca', se utiliza en alimentación humana en fresco y en seco, también en alimentación animal. Se está tratando de recuperar de ejemplares cultivados en la colección de higueras baleares de Montserrat Pons i Boscana en Llucmajor.